# Liste der israelischen Botschafter in Uganda
Die Liste der israelischen Botschafter in Uganda bietet einen Überblick über die Leiter der israelischen diplomatischen Vertretung in Uganda seit der Aufnahme diplomatischer Beziehungen bis zum Abbruch selbiger im Jahr 1972. 
1994 kam es zur Wiederaufnahme diplomatischer Beziehungen. Seitdem ist der israelische Botschafter in Kenia als nicht-residierender Botschafter in Uganda akkreditiert.
| Amtszeit   | Name                     | Anmerkung |
| ---------- | ------------------------ | --------- |
| 1963–1965? | Michael Theodore Michael |           |
| 1965–1968  | Uri Lubrani              |           |
| 1968–1971  | Aharon Ofri              |           |
| 1971–1972  | Daniel Laor              |           |